# Al Bates
Alfred Hilborn Bates, detto Al (Filadelfia, 24 aprile 1905 – Filadelfia, 9 giugno 1999), è stato un lunghista statunitense, medaglia di bronzo ai Giochi olimpici di Amsterdam 1928.

## Palmarès
| Anno | Manifestazione  | Sede      | Evento         | Risultato | Prestazione | Note |
| ---- | --------------- | --------- | -------------- | --------- | ----------- | ---- |
| 1928 | Giochi olimpici | Amsterdam | Salto in lungo | Bronzo    | 7,40 m      |      |